# Acrostira bellamyi
Acrostira bellamyi is een rechtvleugelig insect uit de familie Pamphagidae. De wetenschappelijke naam van deze soort werd voor het eerst geldig gepubliceerd in 1922 door Boris Petrovich Uvarov.